# Ittireddu
Ittireddu (sardisk: Itirèddu) er en by og en kommune (comune) i provinsen Sassari i regionen Sardinien i Italien. Byen ligger i 313 meters højde og har 504 indbyggere (2016). Kommunen har et areal på 23,69 km² og grænser til kommunerne Bonorva, Mores, Nughedu San Nicolò og Ozieri.